# Leideni János
Leideni János, egyéb nevén Bokelzoon vagy Bockelson János, hollandul gyakran Jan van Leiden (1509. február 2. – 1536. január 22.) holland anabaptista, az 1534-35. évi münsteri kommuna vezetője.

## Élete
Leiden közelében született 1509-ben egy soltész fiaként. Szabómesterséget tanult. 1533-ban találkozott a karizmatikus anabaptista Jan Matthys-szal, aki őt is megkeresztelte. 
Matthys Münsterbe küldte apostolként, hogy támogassa a helyi anabaptistákat. Itt úgy ismerték meg, mint Leideni Jánost, és tehetsége révén hamarosan Matthys mellett a város egyik irányító figurájává vált.

### Münsteri változások
Münster az egyik német fejedelemség központja volt, amelyet egy katolikus püspök kormányzott, aki egyházi és világi vezető is volt egy személyben. Amikor a reformáció képviselői Münsterbe jöttek és az igét kezdték hirdetni, annyira felizgatták a tömegeket, hogy sokan a Szent Mór templomban már a szentképeket kezdték rombolni. A püspök a rend helyreállítására katonai erőket vett igénybe, de hesseni Fülöp tartománygróf beleavatkozott a küzdelembe, és Münstert evangélikus várossá deklarálták. Ez a változás Münsterbe vonzotta a reformáció híveit, akik a városra – főleg a mindenfelé üldözött anabaptisták – mint menedékhelyre tekintettek. Az egyik bevándorolt anabaptista prédikátor beszédével lázadást szított, amiért aztán letartóztatták. A céhek azonban kiszabadították, és az összeütközés már olyan magasra csapott, hogy a város elöljáróit elmozdították hivatalukból és helyette egy anabaptista tanácsot választottak.  Münster lett az első város, ahol az anabaptistáknak volt a legnagyobb befolyásuk.
Matthys – aki prófétaként vált népszerűvé – a város vezetője lett. Matthys teljes hatalommal uralkodott a város felett és a világtól való elszakadást sajátosan értelmezte, és azt rendelte el, hogy a városban senkit nem lehet megtűrni, aki nincs bemerítkezve. A felnőtt lakosok vagy megkeresztelkedtek, vagy távozniuk kellett. Miután megtisztították a helyet a „hitetlenektől” a vagyonközösséget vezették be az evangéliumok alapján (→ egyszerűség). Matthys a halálbüntetés terhe mellett bekövetelt minden aranyat és ezüstöt, majd elkezdette a városban levő összes könyv elégetését, mert az Új Jeruzsálemben a Biblián kívül más könyvre nincs szükség. A polgárok lázadásait vérbe fojtották. A katolikus püspök a várost ostrom alá vette és Jan Matthys 1534. április 5-én, egy kitörés alkalmával életét vesztette.

### Münster vezetőjeként
Matthys halála után a 25 éves Leideni János lett az új városvezető, aki az "Új Jeruzsálem" szervezését tovább folytatta. Mindenekelőtt eltörölte a tanácsot és helyébe "Izráel 12 törzsének 12 vénje"-képpen a régi tisztviselőkből és a céhek vezetőiből választott vezetőket. Ő maga mint próféta állt a város élén és ügyesen irányította a város védelmét, hogy többször is sikert ért el az ostromlókkal szemben.
A férfiak aránya Münsterben kicsi volt, de annál több volt a nő és a gyermek. 
Július közepén a bibliai pátriárkák többnejűségére hivatkozva megengedte a többnejűséget. Ez az intézkedés a lakosság többségénél nagy ellenszenvet keltett. A nép komolyan vallásos volt, hozzászokott az önmegtagadó élethez, és a házasságot szent köteléknek tekintették a férfi és nő között.
Végül is Leideni János javaslata győzött, az igehirdetők pedig napokon át hirdették a többnejűséget a tömegnek. Leideni János feleségül is vette Divarát, Jan Matthys özvegyét, aki szépségéről volt híres.
A fejlődés újabb fejezete volt, amikor Leideni Jánost "királlyá" kiáltották ki. A néptől elvett aranyból koronát és királyi jelvényeket csináltak. A "király" sok felesége közül (egyes források szerint tizenhat) pedig Divarát tették meg királynőnek. Ezután udvartartást rendezett be, pénzt veretett, a piactéren pedig trónuson ülve tett törvényt.

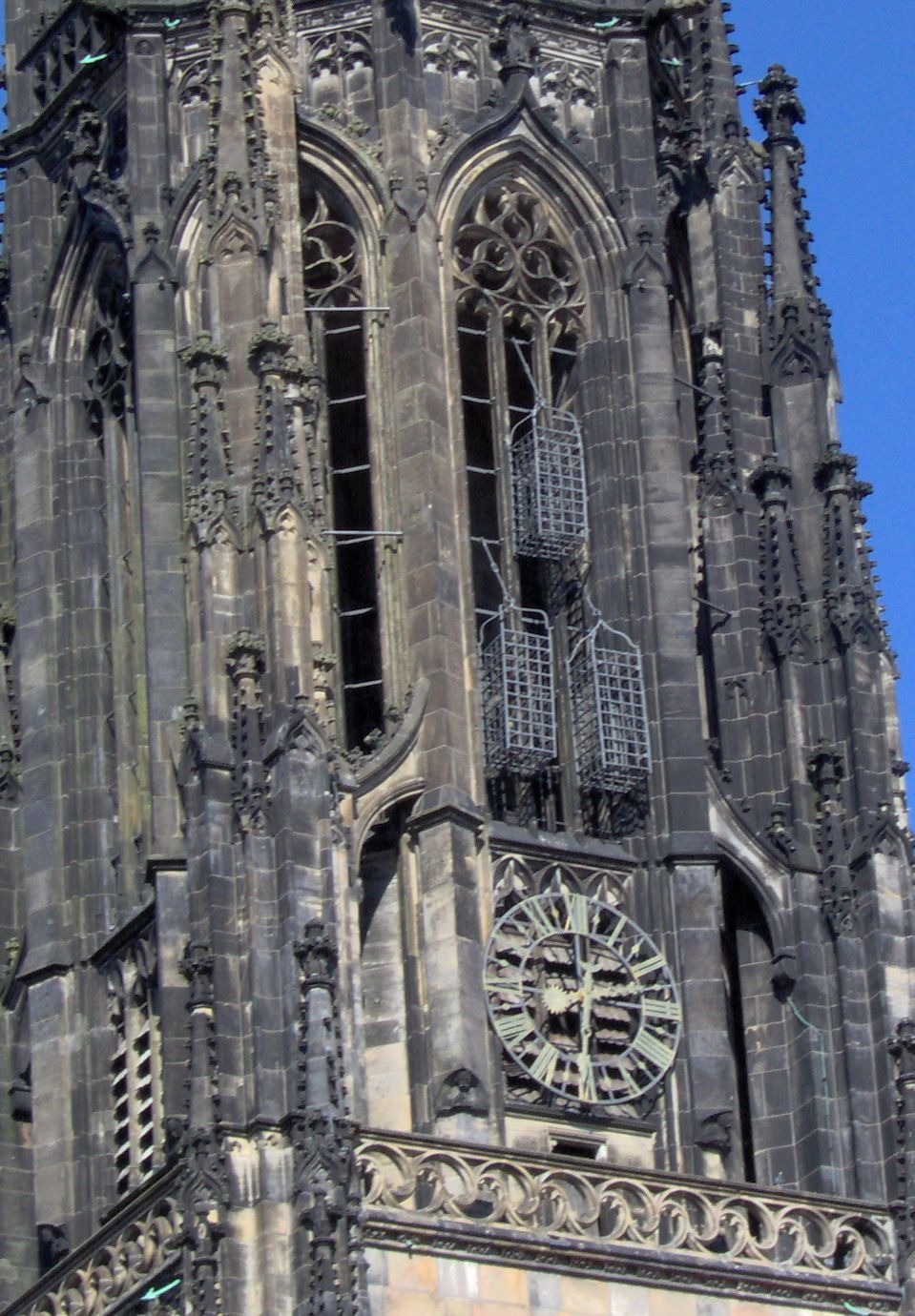
A templom órája feletti három vasketrec

Az ostromlók a várost teljesen körbezárták és a védők közül a fenyegető éhínség miatt sokan átpártoltak az ostromlókhoz. A fejedelmek is közös veszedelmet láttak az anabaptista mozgalomban és a münsteri püspök segítségére siettek. Leideni János az éhínség miatt kénytelen volt beleegyezni, hogy az aggok, asszonyok és gyermekek elhagyhassák a várost, csak 1600 fegyveres férfi maradt. Végül a védők közül egyesek beengedték a városba a püspök csapatait. Megkezdődött a lakosság lemészárlása. Azokat az anabaptistákat, akiket nem öltek meg, törvényszék elé állították. Divarának felajánlották a szabadulást, ha megtagadja felfogását, de ő inkább a halált választotta. 
Leideni Jánost, a "királyt" és a többi vezetőt (Knipperdolling, Bernhard Krechting) tüzes fogókkal megkínozták, kitépték a nyelvüket, majd szívükbe tőrt döftek, és elrettentésül a holttestüket vasketrecekbe téve a Szent Lambert-székesegyház tornyára tették ki közszemlére.
A templomtoronyból lógó három vasketrec még ma is emlékezteti a városközpontban az embereket az egykori eseményekre.